# Drossaard van Friesland

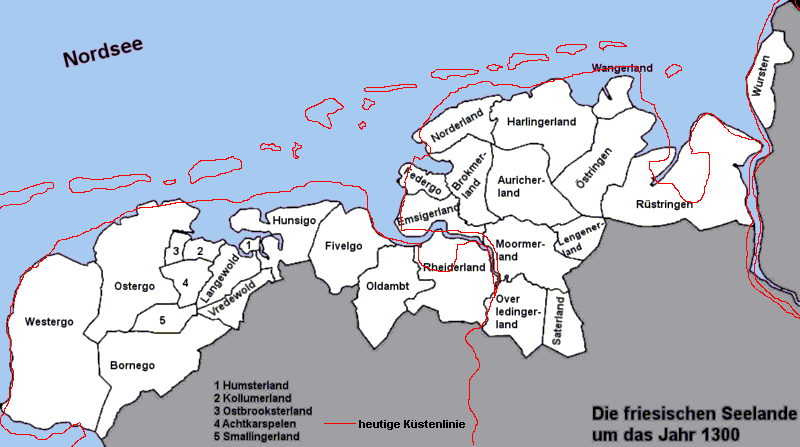
Friese Zeelanden omstreeks 1300

De functie drossaard of drost  deed in Friesland zijn intrede met de Saksische overheersing vanaf 1498. Enkele steden kregen een drossaard, die woonde in een militair steunpunt (kasteel of blokhuis) en het bevel voerde over de daar gelegerde soldaten. Hij had ook een bestuurlijke rol in de stad en in de naaste omgeving.

## Voorgeschiedenis
In de late middeleeuwen verleende het Heilige Roomse Rijk regelmatig volmacht aan een graaf, bisschop of hertog om gezag uit te oefenen over Friese gebieden, maar vanwege de Friese Vrijheid was dat gezag in de praktijk meestal weinig effectief. Hollandse graven wisten eind 13e eeuw wel West-Friesland te onderwerpen. Door in dat gebied enkele dwangburchten te bouwen konden ze hun gezag daar handhaven. In het begin van de 14e eeuw hadden ze in Westerlauwers Friesland een sterke positie in Stavoren. De graaf verbleef daar tijdens zijn bezoeken aan Friesland op ’s-Gravenhofstede, waarop een verdedigbaar stenen huis (stins) was gebouwd. Van daaruit ondernam de graaf in de 13 eeuw soms een gerechtsreis naar Franeker, waarbij hij onderweg langs de stinzen trok van hem goed gezinde Friese edelen. Herhaalde pogingen om naar Hollandse gewoonte baljuws te benoemen die grietmannen en schouten onder zich hadden, stuitten op fel verzet. Om dat verzet te breken organiseerde de Hollandse graaf Willem IV een veldtocht. Bij Warns, ten noorden van Stavoren, sneuvelde hij en daarmee verdween de meeste grafelijke invloed in Friesland.
De Friese gewesten beriepen zich steeds nadrukkelijker op de hen al eerder toegekende Rijksonmiddellijkheid. Niettemin benoemde in 1398 Albrecht van Beieren weer enkele baljuws, maar die hebben niet of nauwelijks gefunctioneerd. Het Friese verzet was zo fel, omdat ze de hoogste rechtsmacht niet aan ambtelijke bestuurders van de graaf wilden afstaan. Het zou de macht van de Friese adel inperken en de onderlinge machtsverhoudingen verstoren. In 1409 en 1410 benoemde de graaf van Holland (Willem VI) een slotvoogd op het kasteel van Stavoren die tegelijk kapitein en kastelein was en het bevel voerde over de soldaten die de graaf daar had gelegerd. In 1411 werd de stad heroverd door de Friezen en kwam er definitief een eind aan de invloed van Hollandse graven. Wel laaiden de twisten tussen Schieringers en Vetkopers op.

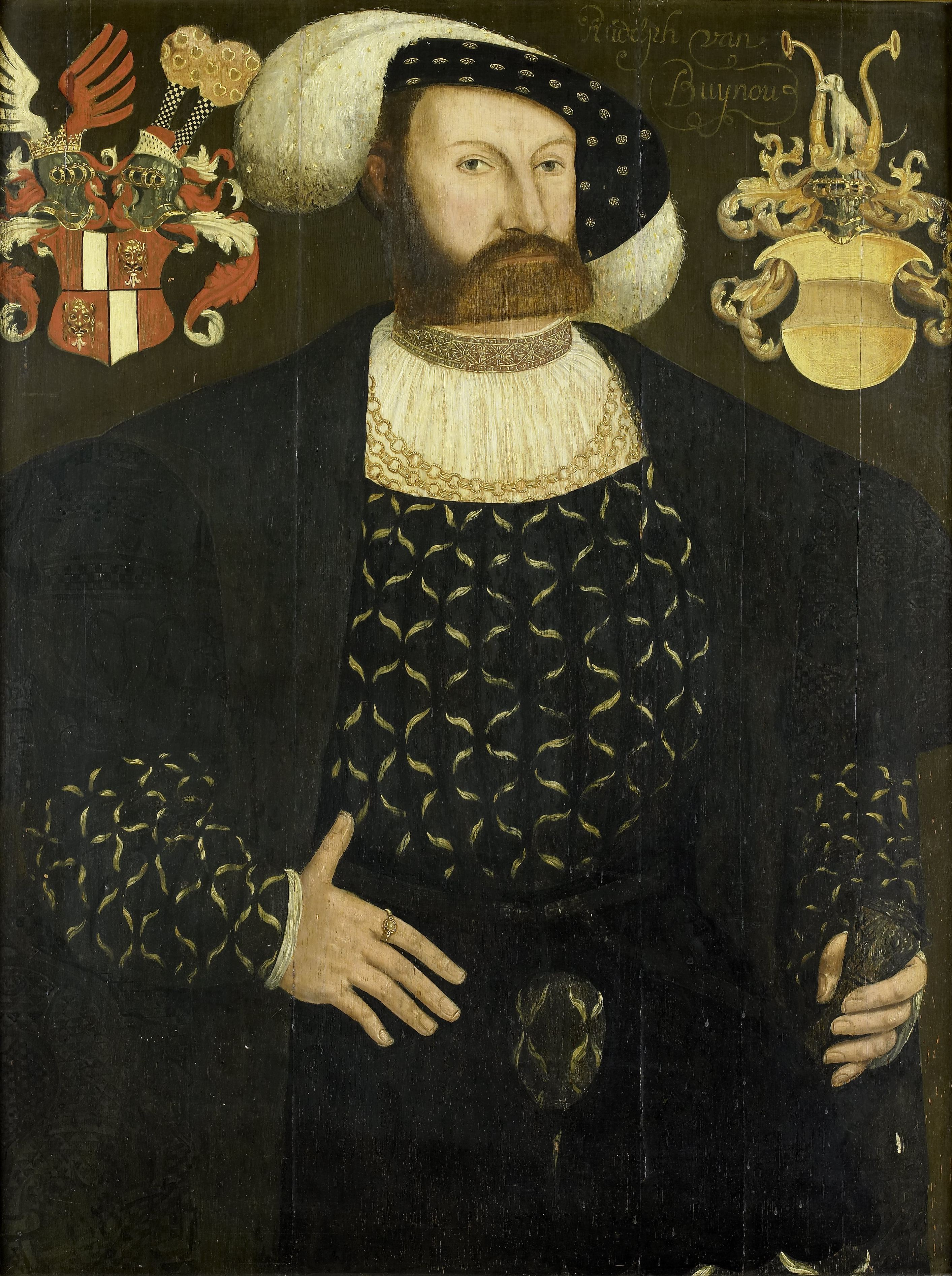
Vermoedelijk postuum portret van Rudolph van Buynou, drost van Stavoren en grietman van Gaasterland tot 1526

## Onder Saksen en Habsburgers (1498 - 1580)
Met de verovering van Friese landen in 1498 maakte hertog Albrecht van Saksen een einde aan de twisten en de Friese vrijheid. Hij werd in Friesland en Groningen als heer erkend. In het gevolg van de hertog kwamen diverse edelen mee, die een rol kregen bij de invoering van de Saksische bestuursorganisatie. De voertaal werd Nederduits. 
De Saksen legerden soldaten op de bestaande blokhuizen en belangrijke stinzen en Caspar Ziegler werd benoemd tot bouwmeester van Friesland met de opdracht vooral aandacht te besteden aan de versterking en uitbreiding van het blokhuis in Harlingen. Verder was Ziegler van 1498 – 1501 kastelein op het Harinxmahuis te Sloten en was hij verantwoordelijk voor Zevenwouden en enkele grietenijen. Van 1501 – 1503 was hij ambtman in Harlingen.

In 1515 droegen de Saksen het lastige Friesland over aan de Habsburgers. In de woelige periode tot 1522 was er in elk geval sprake van een blokhuis in Dokkum, Leeuwarden, Sloten, Harlingen en Lemmer. In Dokkum werd namens stadhouder Floris van Egmond in 1516 Tjaerd van Burmania als drossaard aangesteld; hij werd in 1517 vervangen door Johan Goltstein, die door hertog Karel van Gelre werd aangesteld. Ook Franeker kende in het eerste kwart van de 16e eeuw een ambtman/drossaard. Sigmund von Maltitz (1509) en Fabian von Drackstorff waren hoogstwaarschijnlijk ook raadsheer bij het Friese Hof. Sebastiaan van Schonenburg (1526) werd later grietman van Kollummerland en Arend Booth (1527 en 1528), eerder baljuw in Den Haag, was drossaard en kastelein in Franeker en daarnaast waarnemend grietman van Het Bildt.
De belangrijkste blokhuizen voor het beheersen van Friesland werden uiteindelijk die in Leeuwarden, Harlingen en Stavoren. In deze drie plaatsen werd het ‘blokhuis’ uitgebreid tot een ommuurd complex met diverse gebouwen, o.a. een kazerne, een opslag voor wapens en munitie, een woning voor de drossaard en een kerk.
In Harlingen en Stavoren was de drossaard meestal ook grietman van een aan de stad grenzende grietenij. In Stavoren zat hij vaak als olderman in het stadsbestuur en in Harlingen is dat in elk geval één keer vermeld. Leeuwarden werd de zetel van de stadhouder en daar werd het blokhuis beheerd door een kastelein of maarschalk die aanvankelijk ook zitting had in het Friese Hof en in het stadsbestuur van Leeuwarden. Later was daar wel eens een combinatie met de luitenant-stadhouder.  
| blokhuis Harlingen | blokhuis Harlingen                | blokhuis Harlingen   | blokhuis Harlingen                                 |
| periode            | Naam                              | naam blokhuisfunctie | nevenfuncties                                      |
| ------------------ | --------------------------------- | -------------------- | -------------------------------------------------- |
| 1501 - 1503        | Caspar Ziegler                    | ambtman              |                                                    |
| 1504 - 1509        | Bernhard Metsch                   | ambtman              | grietman Barradeel en Hennaarderadeel              |
| 1509 - 1512        | Hans von Grumbach                 | ambtman              | grietman Barradeel                                 |
| 1512 - 1541        | Fritz von Grombach (zu Estenfeld) | ambtman              | grietman Barradeel, overste dijkgraaf van Westergo |
| 1542 - 1546        | Jan van Egmond van Merestein      | drossaard            | grietman Barradeel                                 |
| 1546 - 1560        | Christoffel van Sternsee          | drossaard            | grietman Barradeel                                 |
| 1560 - 1575        | Georg van Espelbach               | drossaard            | grietman Barradeel, olderman Harlingen             |
| 1575 - 1576        | Hernando de Bustamente            | drossaard            | grietman Barradeel, luitenant-stadhouder           |
| 1577 - 1578        | Pieter Sickinghe                  | drossaard            | grietman Barradeel, olderman Harlingen             |
| 1578 - 1580        | Hendrick van Oyenbrugge           | drossaard            | grietman Barradeel                                 |

| blokhuis Leeuwarden | blokhuis Leeuwarden                  | blokhuis Leeuwarden      | blokhuis Leeuwarden                                      |
| periode             | Naam                                 | naam blokhuisfunctie     | nevenfuncties                                            |
| ------------------- | ------------------------------------ | ------------------------ | -------------------------------------------------------- |
| 1499 - 1500         | Dr. Dietrich von Witzleben           | kastelein                | kanselier bij het Friese Hof                             |
| 1500 - 1505         | Hans von Grumbach                    | kastelein, hofmaarschalk | ambtman van Leeuwarden; raadsheer bij het Friese Hof     |
| 1506 - 1512         | Fritz von Grumbach (zu Estenfeld)    | hofmaarschalk            | ambtman van Leeuwarden; raadsheer bij het Friese Hof     |
| 1512 - 1517         | Mr. Gijsbert van Baexen              | slotvoogd                | raadsheer bij het Friese Hof                             |
| 1517 - ????         | Johan Jansens Barbier                | kastelein                |                                                          |
| ???? - 1564         | Jh. Balthaser van Warkutsch          | maarschalk               |                                                          |
| 1564 - 1567         | Engelbert van Ensse                  | maarschalk               | luitenant-stadhouder                                     |
| 1567 - 1571         | Segher, heer van Groesbeecke, Ridder | maarschalk               | luitenant-stadhouder                                     |
| 1571 - 1572         | Matthijs Boom                        | maarschalk               |                                                          |
| 1572 - 1572         | Gerrit Blockzijl                     | maarschalk               |                                                          |
| 1572 - ????         | Caspar de Robles                     | maarschalk               | luitenant-stadhouder 1572 – 1573, stadhouder 1573 – 1576 |
| 1576 - 1578         | Jan van Mathenes de Wybisma          | maarschalk               |                                                          |
| 1579 - 1580         | Johan van Schaegen                   | maarschalk               |                                                          |

| blokhuis Stavoren | blokhuis Stavoren             | blokhuis Stavoren     | blokhuis Stavoren                              |
| periode           | Naam                          | naam blokhuisfunctie  | nevenfuncties                                  |
| ----------------- | ----------------------------- | --------------------- | ---------------------------------------------- |
| 1400 - 1401       | Walraven I van Brederode      | burggraaf             | heer van Brederode                             |
| 1409 - 1410       | Jan van Heemstede de jongere  | kapitein en kastelein |                                                |
| 1410 - ????       | Jan Huygens                   | kapitein en kastelein |                                                |
| ???? - 1526       | Rudolph van Buynou (of Bünau) | drossaard             | grietman Gaasterland                           |
| 1526 - 1544       | Hans Metsger                  | drossaard             | grietman Hemelumer Oldeferd, olderman Stavoren |
| 1545 - 1574       | Frederick de Hoorn            | drossaard             | grietman HemelumerOldeferd, olderman Stavoren  |
| 1574 - 1577       | Martin Bayart                 | drossaard             | grietman Hemelumer Oldeferd, olderman Stavoren |
| 1577 - 1580       | François van Pipenpoy         | drossaard             | grietman Hemelumer Oldeferd, olderman Stavoren |

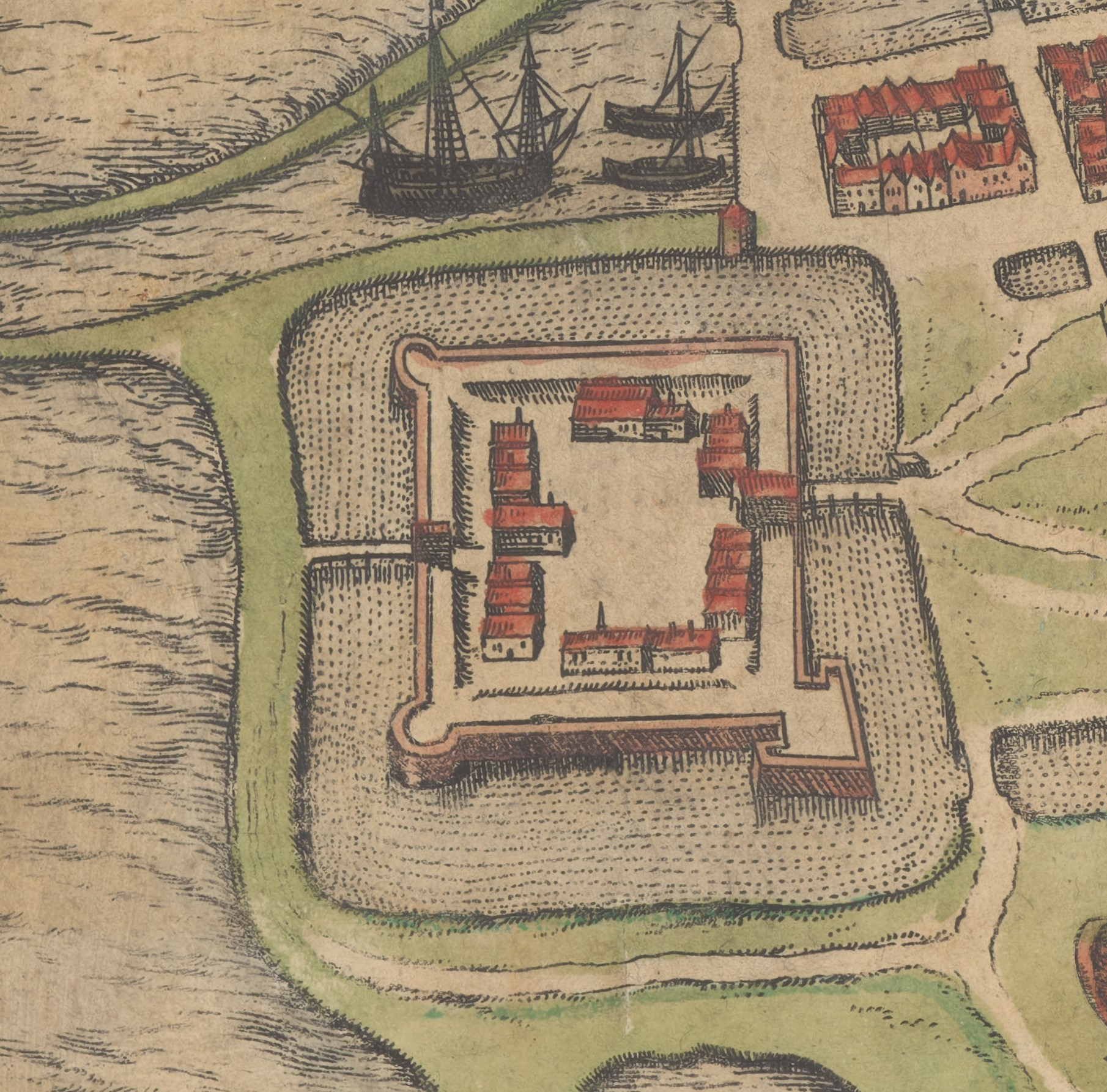
blokhuis/kasteel in Harlingen voor 1580

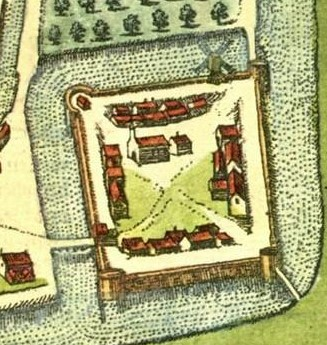
blokhuis/kasteel in Leeuwarden voor 1580

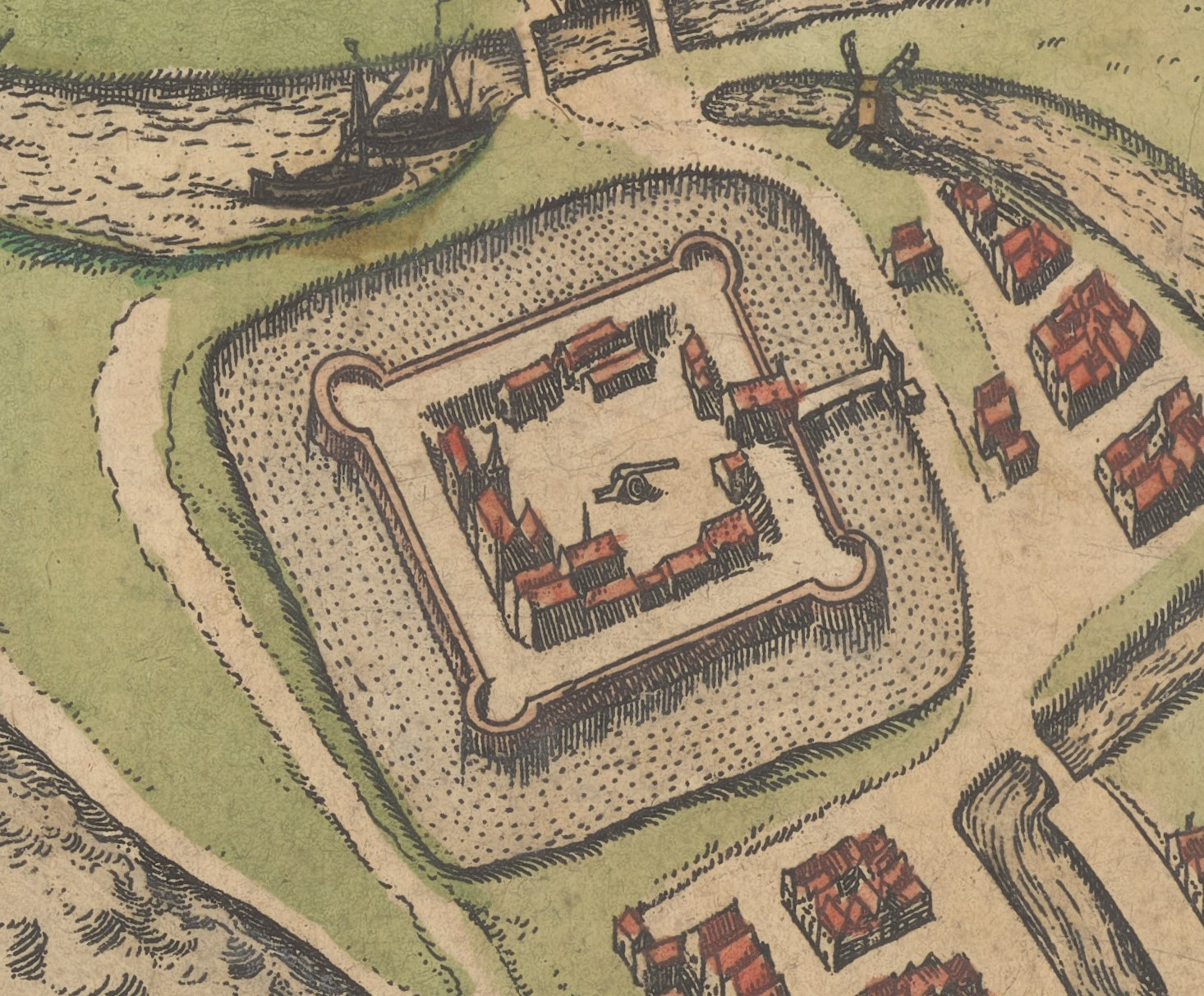
blokhuis/kasteel in Stavoren voor 1580

Nadat stadhouder Rennenberg was overgelopen naar de Spaanse koning werden de blokhuizen in Leeuwarden, Harlingen en Stavoren ontmanteld, om te voorkomen dat de stadhouder daar soldaten kon legeren. Daarmee kwam in Friesland een eind aan de functie drossaard met een militaire opdracht.

## Tijdens de republiek (1580 – 1795)
Op het vasteland van Friesland kwam in deze periode de drossaard niet meer voor, wel op enkele eilanden.

In 1580 kwam alle kloostergoed aan de Staten van Friesland en daaronder viel ook het eiland Schiermonnikoog. Namens de Staten bestuurde een voogd het eiland en hij zat ook het plaatselijk gerecht voor. In 1638 werd het eiland tegelijk met enkele andere kloostergoederen door de Staten verkocht. De eigenaar werd Johan Stachouwer, o.a. heer van Rijsbergen. De koop was inclusief het zeerecht, de impositiën, de civiele en criminele justitie. De Staten van Friesland behielden de soevereiniteit. 
Op 25 juli 1640 werd Stachouwer beëdigd als heer van Schiermonnikoog en daarmee was het eiland een heerlijkheid geworden. Hij benoemde een drossaard en liet de eilanders acht personen voordragen waaruit hij vier burgemeesters koos. Drossaard en burgemeesters bestuurden met de heer het eiland en oefenden de rechtspraak uit.
In 1399 was Terschelling door de graaf van Holland beleend aan Jan van Arkel en in 1414 werd Gerard van Heemskerk ermee beleend. Leden van het geslacht Popma hadden het meeste land op het eiland, ze oefenden het schoutsambt uit en hadden in feite de heerschappij. Die moesten ze in 1502 op last van Philips de Schone afstaan aan Cornelis van Bergen. Deze vermaakte het eiland aan de stadhouder van Friesland graaf van Aremberg. Diens zoon Karel verkocht het in 1615 aan Holland.
Oost- en West-Terschelling hadden ieder hun bijzondere rechtbank, maar dezelfde drossaard. (Omstreeks 1750 was het Andries van Vossen, raadslid in de vroedschap en burgemeester van Enkhuizen en gecommitteerde van de Raad ter Admiraliteit in het Noorderkwartier. Hij had een plaatsvervanger op het eiland, waarvan hij ook rentmeester was.) Oost en West hadden elk twee burgemeesters en zeven schepenen.

## Van de Bataafse revolutie tot het Koninkrijk der Nederlanden (1795 – 1813)
Met de centraal geleide Bataafse Republiek kwam er een eind aan de zelfstandigheid van de gewesten. De republiek werd verdeeld in departementen, waarvan de grenzen aanvankelijk nogal afweken van de oude provinciegrenzen, maar in 1801 werd dat teruggedraaid. In 1806 werd het departement Friesland uitgebreid met de eilanden Vlieland en Terschelling en kwam er een landdrost aan het hoofd te staan. Het departement werd verdeeld in drie kwartieren met aan het hoofd een kwartierdrost. De grenzen van de kwartieren kwamen ongeveer overeen met die van de oude kwartieren Westergo, Oostergo en Zevenwouden. De kwartieren werden verdeeld in districten met aan het hoofd een drost, vanaf 1807 baljuw genoemd om verwarring met de kwartierdrost te vermijden. Een district werd gevormd door een aantal grietenijen die nu gemeenten werden genoemd. Van elk gemeentebestuur binnen zijn district was de baljuw voorzitter. Daarnaast had hij een juridische taak: voorzitter van het districtsgerecht met de lage jurisdictie, waarin verder vier mederechters zaten.
In 1810 werd als gevolg van de inlijving bij Frankrijk Nederlands gebied opnieuw in departementen verdeeld, waarbij de oude provinciegrenzen weer verdwenen, behalve die van Friesland. Wel gingen de eilanden Vlieland en Terschelling terug naar noordelijk Holland: het departement van de Zuiderzee. Aan het hoofd stond een prefect, de kwartieren gingen arrondissementen heten, de naam drost als bestuursfunctie verdween definitief uit Friesland.